# كيم سمول
كيم سمول (بالإنجليزية: Kim Small)‏ هي لاعب هوكي الحقل أسترالية، ولدت في 13 أبريل 1965.

## وصلات خارجية
- كيم سمول على موقع أوليمبيديا (الإنجليزية)
- كيم سمول على موقع اللجنة الأولمبية الأسترالية (الإنجليزية)